# Schefflera brassii
Schefflera brassii är en araliaväxtart som beskrevs av Hermann August Theodor Harms. Schefflera brassii ingår i släktet Schefflera och familjen araliaväxter.
Artens utbredningsområde är Papua Nya Guinea. Inga underarter finns listade.